# جووانی ریبیسی

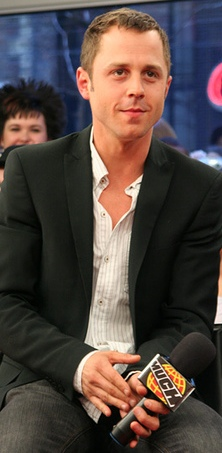
ریبیسی در مارس ۲۰۰۷

جووانی ریبیسی (به انگلیسی: Giovanni Ribisi) (زاده ۱۷ دسامبر ۱۹۷۴) بازیگر آمریکایی است.
از فیلم‌های معروف او می‌توان به فیلم آواتار اشاره کرد. همچنین او در سریال دوستان (Friends) نقش برادر کوچک فیبی را بازی کرده‌است.

## فیلم‌شناسی
فهرست برخی از فیلم‌هایی که جووانی ریبیسی در آن‌ها به ایفای نقش پرداخته‌است:
- تپه‌ها چشم دارند بخش ۳: شکافنده ذهن-۱۹۹۵
- گور-۱۹۹۶
- آن کاری که می‌کنی!-۱۹۹۶
- حومه شهر-۱۹۹۶
- بزرگراه گمشده - (۱۹۹۷)
- پستچی-۱۹۹۷
- چند دختر-۱۹۹۸
- فینیکس-۱۹۹۸
- نجات سرباز رایان - (۱۹۹۸)
- خواهر دیگر-۱۹۹۹
- جوخه مد-۱۹۹۹
- خودکشی باکره‌ها-۱۹۹۹
- این خشم است - (۱۹۹۹)
- اتاق بخار - (۲۰۰۰)
- سرقت در ۶۰ ثانیه - (۲۰۰۰)
- هدیه - (۲۰۰۰)
- بهشت - (۲۰۰۲)
- نقابدار و ناشناس-۲۰۰۳
- بیسیک-۲۰۰۳
- گمشده در ترجمه - (۲۰۰۳)
- من عاشق کار شما هستم-۲۰۰۳
- کوهستان سرد - (۲۰۰۳)
- نام من ارل است - (۲۰۰۳)
- برادر عشق-۲۰۰۴
- کاپیتان اسکای و دنیای فردا - (۲۰۰۴)
- پرواز فونیکس-۲۰۰۴
- سپید بزرگ - (۲۰۰۵)
- دهم و گرگ-۲۰۰۶
- دختر مرده - (۲۰۰۶)
- مشکل سگ- (۲۰۰۶)
- کاملاً غریبه-۲۰۰۷
- باغبان عدن-۲۰۰۷
- مردان متوسط-۲۰۰۹
- دشمنان ملت - (۲۰۰۹)
- آواتار - (۲۰۰۹)
- خاطرات عجیب و غریب - (۲۰۱۱)
- قاچاق-۲۰۱۲
- میدان کلمبوس-۲۰۱۲
- تد - (۲۰۱۲)
- جوخه گانگستر - (۲۰۱۳)
- یک میلیون راه برای مردن در غرب - (۲۰۱۴)
- سلما-۲۰۱۴
- نتیجه-۲۰۱۵
- چمن‌زار-۲۰۱۵
- تد ۲-۲۰۱۵
- پاپا: همینگوی در کوبا-۲۰۱۵
- گروه بد-۲۰۱۶
- یک میلیون قطعه کوچک-۲۰۱۸
- آواتار: راه آب-۲۰۲۲
- افق-۲۰۲۴
- آواتار ۳-۲۰۲۵
- آواتار: مهاجم تولکن-۲۰۲۹
- آواتار ۵-۲۰۳۱